# Cabo Ocidental
Cabo Ocidental é uma província da África do Sul, situada na costa sudoeste do país. É a quarta maior das nove províncias com uma área de 129 449 km², e a terceira mais populosa, com uma estimativa de 7 milhões de habitantes em 2020. Cerca de dois terços desses habitantes vivem na área metropolitana da Cidade do Cabo, que também é a capital da província e a legislativa do país. Foi criada em 1994 a partir de parte da antiga província do Cabo. As duas maiores cidades são Cidade do Cabo e George.

## Geografia
A província do Cabo Ocidental se estende para norte e leste do Cabo da Boa Esperança, no canto sudoeste da África do Sul. Espalha-se por cerca de 400 km para o norte ao longo da costa atlântica e cerca de 500 km para o leste ao longo da costa sul da África do Sul (sul do Oceano Índico). É limitado a norte pelo Cabo Setentrional e a leste pelo Cabo Oriental. A área total da província é de 129 462 km², cerca de 10,6% do total do país. É aproximadamente do tamanho da Inglaterra. Sua capital e maior cidade é a Cidade do Cabo, e algumas outras cidades importantes incluem Stellenbosch, Worcester, Paarl e George. A Rota Jardim e o Overberg são áreas turísticas costeiras populares.
O Cabo Ocidental é a região mais meridional do continente africano com o Cabo das Agulhas como ponto mais meridional, a apenas 3 800 km da costa antártica. O litoral varia de arenoso entre os cabos, rochoso a íngreme e montanhoso em alguns lugares. O único porto natural é a Baía de Saldanha, na costa oeste, cerca de 140 km ao norte da Cidade do Cabo. No entanto, a falta de água doce na região fez com que apenas recentemente fosse usado como porto. O principal porto da província foi construído na Baía da Mesa, que em seu estado natural estava totalmente exposto às tempestades do noroeste que trazem chuva para a província no inverno, bem como os ventos secos de sudeste quase ininterruptos no verão. Mas a água doce vinda da Montanha da Mesa e do Devil's Peak permitiu que os primeiros colonizadores europeus construíssem a Cidade do Cabo nas margens deste ancoradouro.

## Subdivisões
A província está dividida em um município metropolitano (Cidade do Cabo) e cinco municípios distritais, que se subdividem em 24 municípios locais.